# Раншу-Алегри-д’Уэсти
Раншу-Алегри-д’Уэсти (порт. Rancho Alegre d'Oeste) — муниципалитет в Бразилии, входит в штат Парана. Составная часть мезорегиона Западно-центральная часть штата Парана. Входит в экономико-статистический микрорегион Гойоэре. Население составляет 2351 человек на 2006 год. Занимает площадь 241,416 км². Плотность населения — 9,7 чел./км².

## Статистика
- Валовой внутренний продукт на 2003 год составляет 55 400 596,00 реалов (данные: Бразильский институт географии и статистики).
- Валовой внутренний продукт на душу населения на 2003 год составляет 20 503,55 реалов (данные: Бразильский институт географии и статистики).
- Индекс развития человеческого потенциала на 2000 год составляет 0,698 (данные: Программа развития ООН).